# Gustave Coquiot
Gustave Coquiot, né à Puits (France) le 24 septembre 1865 et mort à Paris dans le 8e arrondissement le 6 juin 1926[source insuffisante], est un écrivain, auteur dramatique et critique d'art français.

## Biographie
Collectionneur de tableaux de Maurice Utrillo, Gustave Coquiot fut un des secrétaires d'Auguste Rodin[réf. souhaitée]. Il était ami du peintre-décorateur de théâtre Lucien Jusseaume.
En mars 1916, il se marie avec l'ancienne artiste de cirque Mauricia de Thiers (1880-1964) qui, par la suite, sera élue maire d'Othis sans discontinuer de la Libération jusqu'à sa mort à l'âge de 84 ans.
Il meurt à 60 ans à son domicile, 52 rue de Moscou, d'une crise d'urémie.

## Œuvres
- Deux heures du matin, quartier Marbeuf, pièce, avec Jean Lorrain (1904)
- Sainte-Roulette, pièce, avec Jean Lorrain (Théâtre des Bouffes du Nord, 1904)
- Hôtel de l'Ouest, chambre 22, pièce, avec Jean Lorrain (1905)
- Nouveau manuel complet du peintre-décorateur de théâtre, préface de Lucien Jusseaume, coll. « Manuels-Roret » (Paris: Encyclopédie-Roret et Mulo, 1910 ; réédition en 1927)
- Le vrai J.-K. Huysmans (1912)
- Toulouse Lautrec (Auguste Blaizot, 1913)
- Le Vrai Rodin (1913)
- Cubistes, futuristes, passéistes, avec 24 phototypies, coll. « Bibliothèque d'art », (Paris, Librairie Ollendorff, 1914 ; réédition en 1920, avec 24 illustrations).
- Rodin à l'hôtel de Biron et à Meudon (Ollendorff, Paris, 1917) (en ligne)
- Cézanne, Ollendorff, Paris, (1919)
- Vagabondages, illustré par Henri Epstein (1921)
- Les Indépendants : 1884-1920, Paris, Ollendorff, 1921, 239 p. (lire en ligne)
- Vincent van Gogh (1923)
- Georges Seurat  (1924)
- Degas (1924)
- Renoir (1925)
- Maurice, Utrillo, V. (André Delpeuch, 1925)
- Monticelli (Albin Michel, 1925)
- Des Gloires déboulonnées, avec 16 reproductions hors texte nouvelle édition (André Delpeuch, 1927)

## Portraits
- Par Picasso, 1901, Paris, Musée national d'Art moderne, don de Mauricia Coquiot (1933).
- Par Picasso, 1901 (Zervos, Vol. 1, 85), huile sur carton, 46 × 37 cm, Zurich, Fondation et Collection Emil G. Bührle.